# Kolonia, Sambir
Kolonia (în ucraineană Колонія) este un sat în comuna Sadkovîci din raionul Sambir, regiunea Liov, Ucraina.

## Demografie
Componența lingvistică a localității Kolonia
     Ucraineană (100%)
Conform recensământului din 2001, toată populația localității Kolonia era vorbitoare de ucraineană (100%).